# Château-Arnoux-Saint-Auban
Château-Arnoux-Saint-Auban – miejscowość i gmina we Francji, w regionie Prowansja-Alpy-Lazurowe Wybrzeże, w departamencie Alpy Górnej Prowansji.

## Nazwa
Nazwa miejscowości pochodzi od imienia św. Albana.

## Demografia
Według danych na rok 1990 gminę zamieszkiwało 5109 osób, a gęstość zaludnienia wynosiła 279 osób/km². W styczniu 2015 r. Château-Arnoux-Saint-Auban zamieszkiwały 5304 osoby, przy gęstości zaludnienia wynoszącej 289,7 osób/km².